# 雨やどり (さだまさしの曲)
「雨やどり」（あまやどり）は、シンガーソングライターさだまさしが1977年3月10日に発表したシングル。

## 解説

### 雨やどり

#### 概説
「雨やどり」はさだの代表作の1つ。ソロ・デビュー後2枚目のシングルであり、自身初のオリコンチャート1位獲得曲である。
雨宿りで出会った男性に恋をしてしまった女性の、彼との再会、家族への紹介およびいきなりのプロポーズに至るストーリーをコミカルに唄った作品。落語研究会出身のさだらしく、最後はまるで落語のオチの様な終わり方になっている。
ソロ・デビュー後初の東京公演である1977年1月29日、渋谷公会堂でのコンサートで、「昨日こんな変な歌作っちゃって」と披露したところ聴衆から好評を博したため、急遽シングル発表が決定された。レコーディングは2月11日、熊谷会館（埼玉県熊谷市）のコンサートのライブ収録であり、一部編集が加えられたものである。そのためこの録音には聴衆の笑い声が入っている。当時ライブ録音のシングルのヒットは大変珍しいことであった。なおさだはこの後も「親父の一番長い日」「恋愛症候群 - その発病及び傾向と対策に関する一考察 -」「建具屋カトーの決心 - 儂がジジイになった頃 - 」「関白失脚」などライブ録音のシングル盤を発表している。
詩の女性のモデルはさだの妹の佐田玲子であり、「雨やどり」はその後の「秋桜」「親父の一番長い日」などへ続く妹の結婚をモチーフにした作品群の最初のものである。
シングル売上は83万枚を記録した。
さだにとってはソロになって初のヒットであるが、同時に本作品によって「軟弱である」、「こういう歌を歌う男がいて、こういう歌を喜ぶ女がいるから、女性は解放されない」、「シンデレラ・コンプレックスのあらわれである」といった批判も受けた。さだが様々なバッシングを受けるようになった最初の作品でもある。
ワン・コーラスのメロディが"A-A-B-A"という構成の有節歌曲形式で書かれている。連続して聴くと同じメロディが繰り返されているように聞こえるが、実際は2コーラスのみで構成されている。

#### 余談
- 安部譲二は刑務所でこの曲を聴いて更生を決意したと語っている。
- 尾崎豊がアマチュア時代（中学生）にカバーしており、当時のライブ音源を収録したアルバム「14才の地図」に収められている。
- さだにとっては同郷の後輩に当たる福山雅治は、この歌が好きで「よくカラオケで歌うのだが、歌うとなぜか泣いてしまう」と語っている[3]。2015年の福山のアルバム『魂リク』には、カバー版が収録されている。
- 前述のように最後がオチのようになっているため、フル・コーラス聴かないと意味が分からない。かつてTBSラジオの『ウンナンタイム』で南原清隆がこの曲を紹介したが時間の都合で途中までしか流せなかった。そのため聴取者から「続きが聴きたい」という声が多く寄られ、後の放送でフル・コーラスをかけ直している。
- 上記の通り、本曲は妹の結婚をモチーフにした作品群の最初のものではあるが、実際のさだの妹・玲子はこの曲の発表から40年以上経った今でも独身である。なお、3番の歌詞に出てくる「ママ」はさだの母・佐田喜代子、「兄貴」はさだ本人がモデルである。
- 岡村孝子は、高校時代にこの曲を聴いてシンガーソングライターになることを目指した。

#### 続編・パロディ
もうひとつの雨やどり「雨やどり」に続くシングル盤、「吸殻の風景」のB面曲としてリリース。その後アルバム『風見鶏』に収録された。出だしは同じだが、途中から歌詩が変わり、本作は、自分に自信のない女性が男性から想いを寄せられることに対する不安を含んだ気持ちを語る内容になっている。アルバム『風見鶏』の解説でさだは「『雨やどり』がお笑いに染まって本質が見えなくなっていく現状に、蛇足ながらも答えを出してしまった」と述べている。
雨どりやライブ・アルバム『随想録』には「休憩中の余興」として「雨どりや」という「雨やどり」の替え歌が収録されている。こちらはオリジナルの「雨やどり」の詩のギャグをさらに強めたもの。
雨昴（あますばる）1981年に谷村新司とさだが行ったジョイント・コンサートを行った際に発表したコミックソングである。「昴」と「雨やどり」をつなげ、お互いの頭髪の少なさを笑いにした作品。ライブ・アルバム『夢ライヴ』に収録。
- アルバム『夢の轍』の収録曲「虫くだしのララバイ」には「雨やどり」の歌い出しの旋律がパロディ的に引用されている。
- 「秋桜」は本作の続編と呼べるものであり、また「関白宣言」やグレープ時代の「朝刊」（この曲の方が作られたのは先だが）は彼氏・夫の視点から、「親父の一番長い日」やレーズンのアルバム『あの頃について -シーズン・オブ・レーズン-』収録の「涙のストロガノフ或いはご来訪」は兄の視点から語った内容になっている。

### 絵はがき坂

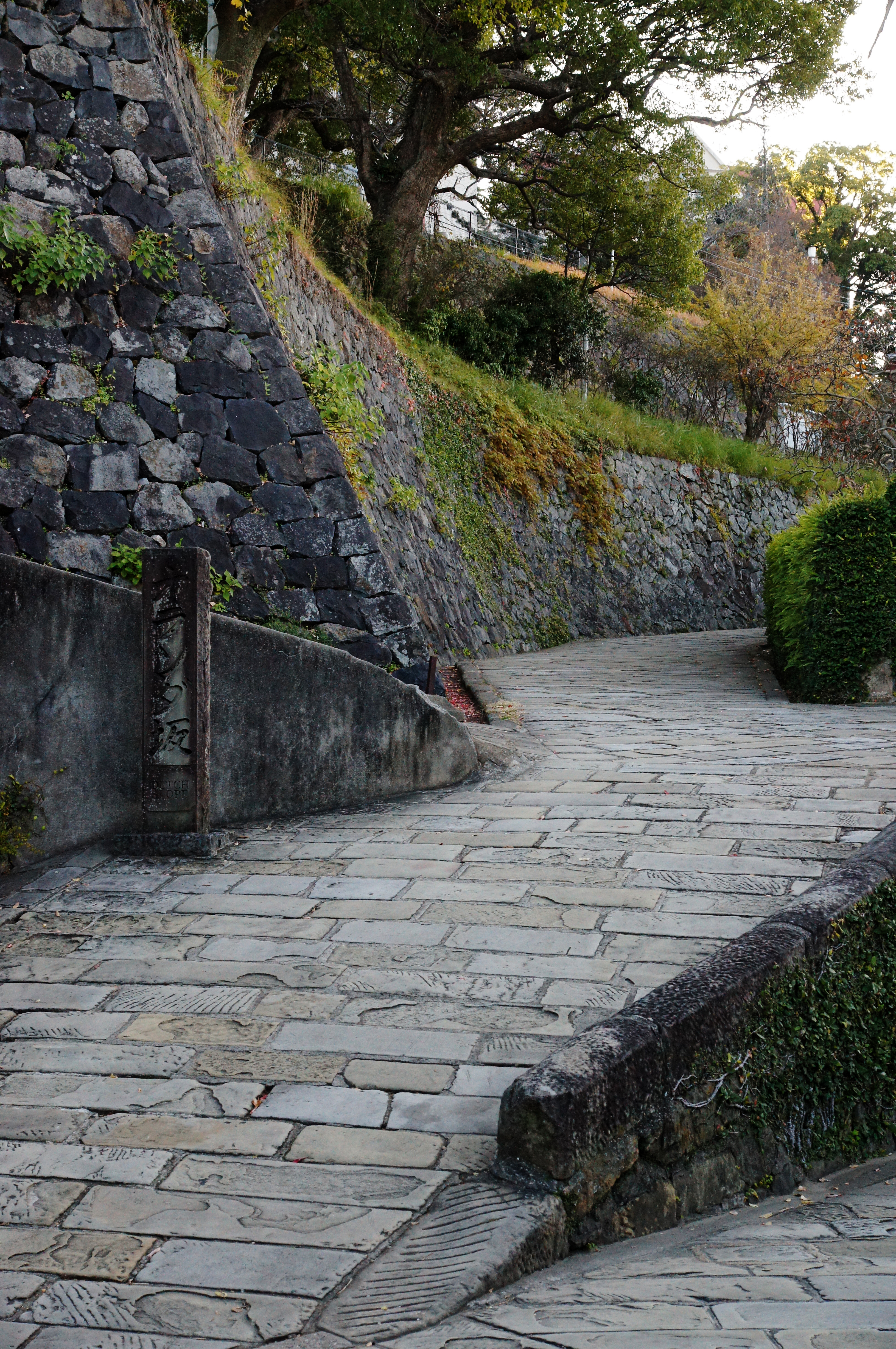
活水女子大学前のオランダ坂

ソロ・デビューアルバム『帰去来』からのシングル・カットである。歌詩中に活水の名前（私立校活水学院のことで、この曲の発表当時は活水女子短期大学、現在は活水女子大学。玲子の母校でもある）が登場し、実際にこの活水女子大に隣接してオランダ坂があるので、さだの出身地長崎市を歌ったものと考えられる。しかし、長崎市に「絵はがき坂」という坂はなく、架空の舞台設定である。この歌がリリースされてから実際に長崎市で「絵はがき坂」を探す人もいたという。また、さだの学生時代の友人から届いた絵はがきが、名古屋市にある東山動物園のライオンの写真であり、写真の裏に書かれていたナンセンスな文章に接し、絵はがきのナンセンス性について深く考えたことと、観光都市長崎の代表的な『絵はがき』の被写体であるオランダ坂とをイメージしたものであると、後年さだ本人がライナーノートで語っている。

## 収録曲

### SIDE 1
「雨やどり」（作詩・作曲：さだまさし、編曲：渡辺俊幸）

### SIDE 2
「絵はがき坂」（作詩・作曲：さだまさし、編曲：渡辺俊幸）
アルバム『帰去来』収録曲